# Плоп (Румунія)
Плоп (рум. Plop) — село у повіті Хунедоара в Румунії. Входить до складу комуни Геларі.
Село розташоване на відстані 297 км на північний захід від Бухареста, 20 км на південний захід від Деви, 133 км на південний захід від Клуж-Напоки, 119 км на схід від Тімішоари.

## Населення
За даними перепису населення 2002 року у селі проживали 53 особи, з них 52 особи (98,1%) румунів. Усі жителі села рідною мовою назвали румунську.